# Carlos Blanco Moreno
Carlos Blanco Moreno (nascut l'1 de juny de 1996 a Barcelona) és un futbolista català, que actualment juga com a defensa central o migcentre defensiu al CE Alcoià.

## Carrera esportiva
Després d'acabar el seu segon any juvenil, Carlos Blanco va deixar el Barça i va ser fitxat per la Juventus sub-19. El 2016 va ser cedit a l'equip suís FC Lausanne-Sport per una temporada.
El 2017, el contracte de Carlos Blanco amb la Juventus va finalitzar, i el Gimnàstic de Tarragona va fitxar el jugador català per dues temporades amb l'opció d'una tercera.